# George Frederic Watts

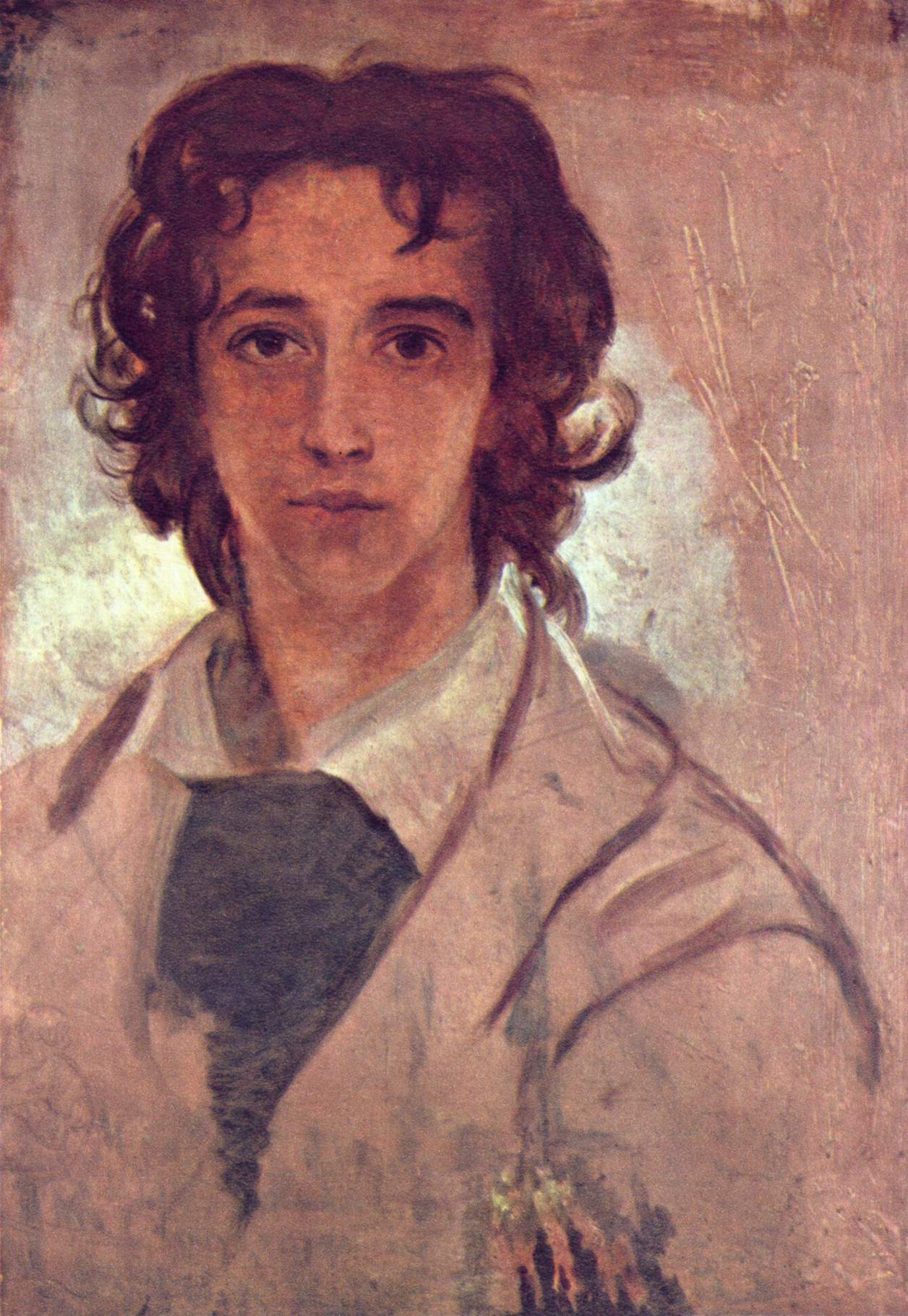
Autoretrat de George Frederick Watts

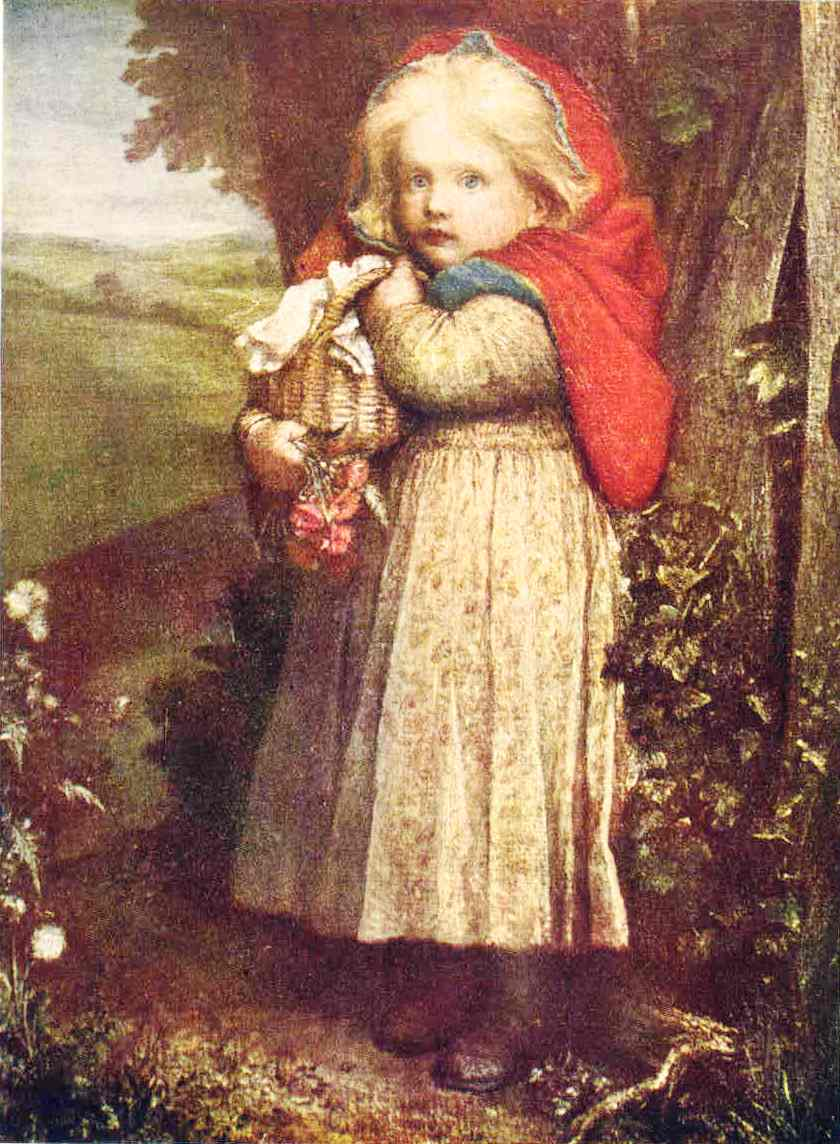
Caputxeta Vermella

George Frederick Watts, (23 de febrer de 1817 - 1 de juliol de 1904) va ser un popular pintor i escultor anglès victorià associat amb el moviment del simbolisme.
Watts va arribar a ser famós durant la seva vida gràcies als seus treballs al·legòrics, com ara Hope (Esperança) i Love and Life (Amor i Vida). Aquestes pintures van ser pensades per formar part d'un cicle èpic simbòlic anomenat House of Life (La Casa de la Vida), en la qual totes les emocions i aspiracions de la vida serien representades en una llengua simbòlica universal.

## Primers anys
Va néixer a Marylebone, Londres, a la llar d'un humil fabricant de pianos. Es va interessar per les arts des de molt jove, aprenent escultura als 10 anys amb William Behnes i inscrivint-se com a alumne de la Royal Academy of Arts als 18 anys. Va obtenir el seu primer reconeixement per un dibuix titulat Caractacus, que va participar en un concurs de disseny de murals per al nou Palau de Westminster el 1843. Watts va guanyar un primer premi en aquesta prova, creada per promoure pintures narratives sobre temes patriòtics, apropiats a la legislatura de la nació. Finalment Watts va fer només una petita contribució a les decoracions de Westminster, però des de llavors va concebre la seva visió d'una edificació coberta amb murals com a representació de l'evolució espiritual i social de la humanitat.
En visitar Itàlia a mitjans dels anys 1840, Watts es va inspirar en la Capella Sixtina de Miguel Ángel i en la Capella dels Scrovegni de Giotto, però de retorn a Gran Bretanya no va aconseguir una construcció en la qual dur a terme el seu pla. En conseqüència, la majoria de les seus més grans treballs són pintures a l'oli convencionals, algunes de les quals van ser pensades com a estudis per a la "Casa de la Vida".

## Maduresa
En els anys 1860, el treball de Watts mostra la influència de Rossetti, accentuant sovint plaer sensorial i riquesa en el color. Entre aquestes pintures hi ha un retrat de la seva jove esposa, l'actriu Ellen Terry, qui era gairebé 30 anys més jove que ell, a només set dies del seu dissetè aniversari quan es van casar el 20 de febrer de 1864. Quan ella va escapar amb un altre home després de menys d'un any de matrimoni, Watts es va veure obligat a divorciar-se (encara que aquest procés no va estar complet fins a 1877). El 1886 va tornar a casar-se, aquesta vegada amb Mary Fraser Tytler, una dissenyadora i terrissaire escocesa.
L'associació de Watts amb Rossetti i l'Esteticisme es va modificar en els anys 1870, quan el seu treball va començar cada vegada més a combinar tradicions clàssiques amb una deliberadament agitada i pertorbada superfície, per suggerir les dinàmiques energies de la vida i l'evolució. Aquests treballs van formar part d'una versió revisada de la "Casa de la Vida", influenciada per les idees de Max Müller, fundador de la religió comparativa. Watts buscava rastrejar el desenvolupament de la "mitologia de les races (del món)" en una gran síntesi d'idees espirituals i ciència moderna, especialment l'evolució darwiniana.
En 1881, havent-se mudat a Londres, va instal·lar un estudi en la seva llar en Little Holland House en Kensington, i les seves pintures èpiques van ser exhibides a Whitechapel pel seu amic i reformador social Samuel Barnett. Va rebutjar el rang de baronet que li va oferir la Reina Victòria, i poc després es va mudar a la casa ''Limnerslease'', prop de Compton, al sud de Guildford, en Surrey.
El 1891, Watts i la seva esposa Mary van planificar la construcció de la Galeria Watts a la rodalia, un museu dedicat al seu treball, i la primera (i única encara) galeria a Gran Bretanya dedicada a un únic artista i construïda amb tal fi. Va obrir les portes l'abril de 1904, poc després de la mort de l'artista. Mary va dissenyar la capella mortuòria que es troba als voltants. Moltes de les seves obres poden trobar-se a la Galeria Tate, a la que va donar 18 de les seves obres simbòliques el 1897, i tres més el 1900. Va ser elegit acadèmic de la Reial Acadèmia el 1867 i va acceptar l'Orde del Mèrit el 1902.
En les seves obres tardanes, les inspiracions creatives de Watts van mutar a imatges místiques, com en el cas de The Sower of the Systems, en el qual sembla anticipar-se l'art abstracte. Aquesta pintura representa a Déu com una forma amb prou feines visible sobre un patró d'estels i nebuloses. Alguns altres treballs tardans de Watts també semblen anticipar les pintures del període blau de Pablo Picasso.
Watts va ser també admirat com a pintor de retrats. Retratava als més importants homes i dones de l'època. Molts d'aquests retrats formen part actualment de la col·lecció de la Gallería Nacional de Retrats de Londres. 17 van ser donats el 1895, i més de 30 obres addicionals van ser agregades posteriorment. En els seus retrats Watts buscava crear tensió entre l'estabilitat disciplinada i el poder de l'acció. Entre els retratats es troben Charles Dilke, Thomas Carlyle i William Morris.
Durant els seus últims anys va conrear l'escultura. La seva obra més famosa, una gran estàtua de bronze de nom "Energia Física", representa a un home nu sobre el llom d'un cavall protegint els seus ulls del sol, i mirant al capdavant. Va ser creat originalment per ser dedicat a Mahoma, Àtila, Tamerlán i Gengis Kan, considerats per Watts com a perfectes exemples de la crua voluntat de poder. Una còpia de la mateixa va ser col·locada en el Rhodes Memorial a Ciutat del Cap, Sud-àfrica, honrant la visió imperial de Cecil Rhodes. L'assaig de Watts "Our Race as Pioneers" (La nostra raça com a pioners) mostra el seu suport a l'imperialisme, el que ell creia una força progressiva. Hi ha també una còpia d'aquest treball als Jardins Kensington de Londres, mirant cap al costat nord-oest del llac Serpentine.
Diverses biografies reverencials de Watts es van escriure poc després de la seva mort. Amb el sorgiment del Modernisme, de totes maneres, la seva reputació va declinar. A la seva comèdia "Freshwater", Virginia Woolf ho retratava en forma satírica, un enfocament utilitzat també per Wilfred Blunt, encarregat de la Galeria Watts, en la seva biografia "El Miquel Àngel d'Anglaterra". En el centenari de la seva mort, Veronica Franklin Gould va publicar "G.F. Watts, L'Últim Gran Victorià", un estudi molt més positiu sobre el seu treball i vida.
Blunt va ser succeït com a encarregat de la Galeria Watts per Richard Jeffries, una de les majors autoritats en Watts, qui es va retirar a la fi de març de 2006, i va ser reemplaçat per Mark Bills.